# Cotoneaster morulus
Cotoneaster morulus es una especie de planta del género Cotoneaster, perteneciente a la familia Rosaceae.

## Taxonomía
Cotoneaster morulus fue descrita por Antonina Poyárkova en 1961.

## Distribución
Se encuentra en el territorio del Cáucaso septentrional y Turquía.